# 熊本県道238号画図秋津線
熊本県道238号画図秋津線（くまもとけんどう238ごう えずあきつせん）は、熊本県熊本市東区から上益城郡嘉島町を経由し、再び熊本市東区に至る一般県道である。

## 概要

### 路線データ
- 起点：熊本県熊本市東区画図町下無田（熊本県道103号熊本空港線交点）
- 終点：熊本県熊本市東区秋津町秋田（秋津町秋田交差点、熊本県道226号六嘉秋津新町線交点）

## 地理

### 通過する自治体
- 熊本市（東区）
- 上益城郡嘉島町
- 熊本市（東区）

### 交差する道路
| 交差する道路                | 交差する場所 | 交差する場所            |
| --------------------------- | ------------ | ----------------------- |
| 熊本県道103号熊本空港線     | 画図町下無田 | 起点                    |
| 熊本県道226号六嘉秋津新町線 | 秋津町秋田   | 秋津町秋田交差点 / 終点 |

### 沿線
- 秋津レークタウン
- 加勢川